# Bradley Joseph

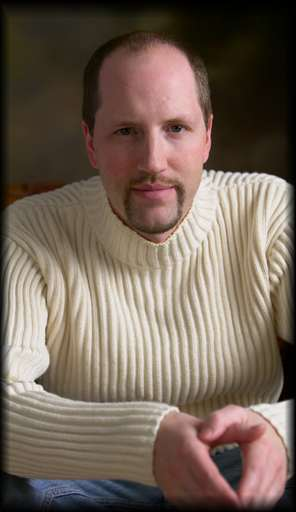
Bradley Joseph

Bradley Joseph (Willmar (Minnesota), 1965) is een Amerikaans componist, pianist, organist en toetsenist, die het bekendst is als pianist van Sheena Easton en Yanni.

## Discografie
- 1994 Hear The Masses
- 1997 Rapture
- 1999 Solo Journey
- 2000 Christmas Around the World
- 2002 One Deep Breath
- 2003 The Journey Continues
- 2004 Music Pets Love: While You Are Gone
- 2005 For The Love Of It
- 2006 Piano Love Songs
- 2007 Hymns and Spiritual Songs
- 2008 Classic Christmas
- 2009 Suites & Sweets
- 2013 Paint the Sky